# ザ・テラー
『ザ・テラー』（原題: The Terror）は、2018年から放送されているアメリカ合衆国のテレビドラマシリーズ。シーズンごとにストーリーとキャストが変わるホラー・アンソロジーシリーズで、アメリカでは2018年3月からシーズン1が、2019年8月からシーズン2がAMCで放送された。日本ではAmazonプライム・ビデオから日本語字幕・吹き替え版が配信されている。
第1シーズンは、ジョン・フランクリンの北極探検をベースとしたダン・シモンズのベストセラー小説『ザ・テラー 極北の恐怖』を原作に制作された。デヴィッド・カジャーニッチがショーランナーを務め、ジャレッド・ハリス、トビアス・メンジーズらが出演した。
第2シーズン『不名誉』は、第二次世界大戦中のアメリカの日系人強制収容所を題材に制作された。アレクサンダー・ウーがショーランナーを務め、デレク・ミオ、祐真キキらが出演した。

## あらすじ

### シーズン1
1845年、ジョン・フランクリン率いる英国海軍の北極探検隊は、船で未踏の航路を調査していた。極限状態の環境の中、未知の領域に向かううちに船内で異変が起こり始める。

### シーズン2
1941年、真珠湾攻撃で太平洋戦争が始まり、アメリカに住む日系アメリカ人コミュニティに不吉な何かが忍び寄る。

## キャスト

### シーズン1
ジャレッド・ハリス
役: フランシス・クロージャー
トビアス・メンジーズ
役: ジェームズ・フィッツジェームズ
ポール・レディ
役: ハリー・グッドサー
アダム・ナガイティス
役: コーネリアス・ヒッキー
イアン・ハート
役: トーマス・ブランキー
ニヴ・ニールセン
役: レディ・サイレンス
キアラン・ハインズ
役: ジョン・フランクリン少佐

### シーズン2
デレク・ミオ
役: チェスター・ナカヤマ（日本語吹替：福田賢二）
祐真キキ
役: ユウコ・タナベ（日本語吹替：矢尾幸子）
クリスティーナ・ロドロ
役: ルース・オヘダ（日本語吹替：有賀由樹子）
宇佐美慎吾
役: ヘンリー・ナカヤマ（日本語吹替：さかき孝輔）
森尚子
役: アサコ・ナカヤマ
石川美紀
役: エミー・ヨシダ
ジョージ・タケイ
役: ノブヒロ・ヤマト

## エピソード
| シーズン | シーズン | サブタイトル | 話数 | 話数 | 放送期間      | 放送期間       |
| シーズン | シーズン | サブタイトル | 話数 | 話数 | 初回放送      | 最終回放送     |
| -------- | -------- | ------------ | ---- | ---- | ------------- | -------------- |
|          | 1        | —            | 10   | 10   | 2018年3月25日 | 2018年5月21日  |
|          | 2        | 不名誉       | 10   | 10   | 2019年8月12日 | 2019年10月14日 |

### シーズン1 (2018)
| 通算 話数 | シーズン 話数 | タイトル                                | 監督                       | 脚本                   | 放送日        | U.S.視聴者数 (百万人) |
| --------- | ------------- | --------------------------------------- | -------------------------- | ---------------------- | ------------- | --------------------- |
| 1         | 1             | "航路を求めて" "Go for Broke"           | エドワード・ベルガー       | David Kajganich        | 2018年3月25日 | 3.34                  |
| 2         | 2             | "流血" "Gore"                           | エドワード・ベルガー       | Soo Hugh               | 2018年3月26日 | 1.39                  |
| 3         | 3             | "はしご" "The Ladder"                   | セルジオ・ミミカ＝ゲッザン | Gina Welch             | 2018年4月2日  | 1.11                  |
| 4         | 4             | "屈辱の夜" "Punished, as a Boy"         | エドワード・ベルガー       | David Kajganich        | 2018年4月9日  | 1.17                  |
| 5         | 5             | "轟く砲声" "First Shot a Winner, Lads"  | セルジオ・ミミカ＝ゲッザン | Josh Parkinson         | 2018年4月16日 | 0.91                  |
| 6         | 6             | "氷上の宴" "A Mercy"                    | セルジオ・ミミカ＝ゲッザン | Vinnie Wilhelm         | 2018年4月23日 | 0.92                  |
| 7         | 7             | "狂気の晩餐" "Horrible from Supper"     | Tim Mielants               | Andres Fischer-Centeno | 2018年4月30日 | 0.97                  |
| 8         | 8             | "反乱" "Terror Camp Clear"              | Tim Mielants               | David Kajganich        | 2018年5月7日  | 0.86                  |
| 9         | 9             | "大いなる海" "The C, the C, the Open C" | Tim Mielants               | Soo Hugh               | 2018年5月14日 | 0.78                  |
| 10        | 10            | "命果つる地" "We Are Gone"              | Tim Mielants               | David Kajganich        | 2018年5月21日 | 0.79                  |

### シーズン2: 不名誉 (2019)
| 通算 話数 | シーズン 話数 | タイトル                                                  | 監督                 | 脚本                                                     | 放送日         | U.S.視聴者数 (百万人) |
| --------- | ------------- | --------------------------------------------------------- | -------------------- | -------------------------------------------------------- | -------------- | --------------------- |
| 11        | 1             | "ツバメの巣の中のスズメ" "A Sparrow in a Swallow's Nest"  | Josef Kubota Wladyka | 原案: Max Borenstein & Alexander Woo 脚本: Alexander Woo | 2019年8月12日  | 0.58                  |
| 12        | 2             | "悪魔はまだ地獄にいる" "All the Demons Are Still in Hell" | Josef Kubota Wladyka | Tony Tost                                                | 2019年8月19日  | 0.45                  |
| 13        | 3             | "ガマン" "Gaman"                                          | マイケル・レーマン   | Shannon Goss                                             | 2019年8月26日  | 0.42                  |
| 14        | 4             | "弱肉強食" "The Weak Are Meat"                            | マイケル・レーマン   | Naomi Iizuka                                             | 2019年9月2日   | 0.38                  |
| 15        | 5             | "真珠のごとく砕け散る" "Shatter Like a Pearl"             | リリー・マライエ     | Steven Hanna                                             | 2019年9月9日   | 0.36                  |
| 16        | 6             | "タイゾウ" "Taizo"                                        | Everardo Gout        | Max Borenstein Benjamin Klein                            | 2019年9月16日  | 0.38                  |
| 17        | 7             | "完璧な世界" "My Perfect World"                           | Meera Menon          | Danielle Roderick Tony Tost                              | 2019年9月23日  | 0.33                  |
| 18        | 8             | "私のかわいい息子" "My Sweet Boy"                         | Toa Fraser           | Alessandra Dimona Shannon Goss                           | 2019年9月30日  | 0.28                  |
| 19        | 9             | "この身を犠牲に" "Come and Get Me"                        | フレッド・トーイ     | Steven Hanna Naomi Iizuka                                | 2019年10月7日  | 0.38                  |
| 20        | 10            | "来世へ" "Into the Afterlife"                             | フレッド・トーイ     | Alexander Woo                                            | 2019年10月14日 | 0.36                  |

## 製作

### シーズン1
2016年3月、AMCは『ウォーキング・デッド』に続く新シリーズとして、小説『ザ・テラー』を基にしたホラーシリーズ発注した。デヴィッド・カジャーニッチとスー・ヒューが共同監督を務め、デヴィッド・カジャーニッチが脚本を担当した。リドリー・スコット、アレクサンドラ・ミルチャン、スコット・ランバート、デヴィッド・ザッカー、ガイモン・キャサディーがエグゼクティブ・プロデューサーを務めている。

### シーズン2
第2シーズン『不名誉』(原題: Infamy)は、マックス･ボレンスタインとアレクサンダー・ウーが共同で制作し、ショーランナーも務めた。撮影は2019年1月14日からバンクーバーで始まった。

## 評価

### 批評
本作は批評家から高い評価を受けている。第1シーズンは、批評集積サイトのRotten Tomatoesに57件のレビューがあり、批評家支持率は93%、平均点は10点満点で8.29点となっている。また、Metacriticには19件のレビューがあり、加重平均値は76/100となっている。
第2シーズンは、Rotten Tomatoesに36件のレビューがあり、批評家支持率は83%、平均点は10点満点で7.38点となっている。また、Metacriticには15件のレビューがあり、加重平均値は78/100となっている。